# 중국계 필리핀인
중국계 필리핀인(타갈로그어: Tsinong Pilipino; 영어: Chinese Filipino; 중국어: 菲律宾华人)은 대부분이 필리핀에서 태어나고 자란 민난인계 필리핀인이다. 중국계 필리핀인은 동남아시아에서 가장 큰 해외 화교 공동체 중 하나이다. 필리핀으로의 중국인 이민은 16세기에서 19세기 사이에 스페인의 식민지화 기간 동안 주로 일어났으며, 마닐라 갤리온의 유리한 무역에 이끌렸다. 2013년 필리핀 상원에 따르면, 필리핀 인구 중 약 135만 명의 중국인이 거주하고 있으며, 중국계 필리핀인이 2,280만 명을 차지하고 있다. 하지만, 필리핀 인구 조사에서는 보통 민족성에 대한 질문을 고려하지 않기 때문에, 실제 현재 수치는 알려지지 않았다.
중국계 필리핀인들은 잘 확립된 중산층 민족이며 필리핀 사회의 모든 계층에서 잘 대표된다. 중국계 필리핀인들은 또한 필리핀 사업 부문에서 주도적인 역할을 하고 있으며 오늘날 필리핀 경제를 지배하고 있다.

## 유사성
"중국계 필리핀인"이라는 용어는 하이픈을 붙이거나 붙이지 않을 수 있다. Kaisa parasa Kaunlaran (진보를 위한 연합)의 웹사이트는 하이픈을 생략하고, 전자는 그 정체성을 이해하는 어떤 관점 논리에 따라 후자가 명사인 형용사라고 덧붙인다. 《시카고 양식 매뉴얼》과 APA 양식도 하이픈을 생략할 것을 권고하고 있다. 전체적으로 형용사로 사용될 때, 하이픈으로 된 형태를 취할 수도 있고, 변하지 않을 수도 있다.

## 기원
필리핀에 거주하는 대부분의 중국계 필리핀인들은 한족에 속하는 호키엔어족에 속한다. 많은 중국계 필리핀인들은 3세, 4세, 2세 혹은 일반적으로 타고난 필리핀 시민으로, 그들의 중국 뿌리를 되돌아볼 수 있고 다른 동남아시아, 호주, 북아메리카 국가들에서 중국 친척들을 가질 수 있다.

## 언어
중국계 필리핀인의 74.5%가 필리핀어를 모국어로 사용한다. 중국계 필리핀인(77%)은 여전히 호키엔어를 제2언어 또는 제3언어로 이해하고 말할 수 있는 능력을 유지하고 있다.
동남아시아의 다른 화교 집단들이 다양한 방언 집단을 특징으로 하는 것과는 달리, 중국계 필리핀인들은 푸젠성 남부의 호키엔어권 지역에서 압도적으로 많이 내려온다. 따라서, 호키엔어는 중국계 필리핀인들의 주요 유산 언어로 남아있다. 그러나 중국어는 중국계 필리핀인 학교에서 가르치고 중국계 필리핀인 커뮤니티 내에서 모든 공식적이고 공식적인 기능에 사용되는 권위 있는 중국어로 인식되고 있다.
중국의 메스티조들에게 있어서, 스페인어는 특히 스페인 식민지 시대에 세기의 전환기에 중요한 위신 언어이자 선호되는 첫 번째 언어였다. 미국 시대부터 스페인어의 사용이 점차 감소하여 현재는 영어나 필리핀어로 완전히 대체되었다.

## 종교
중국계 필리핀인들은 압도적으로 기독교인 (83%)이라는 점에서 동남아시아에서 독특하다. 그러나 많은 가정들, 특히 기성세대의 중국계 필리핀인들은 여전히 전통적인 중국 종교를 실천하고 있다. 중국 메스티소를 포함한 거의 모든 중국계 필리핀인들은 중국 대륙이나 타이완에서 온 최근의 이민자들을 제외하고 교회당에서 결혼식을 올렸거나 할 것다.

## 정치
필리핀 국적을 가진 중국인이 늘어나면서 중국계 필리핀인 혈통의 정치적 후보도 증가하기 시작했다. 중국의 필리핀 정치 생활에서 가장 중요한 변화는 페르디난드 마르코스 전 대통령이 공포한 시민권 포고령으로 수천 명의 중국계 필리핀인들이 공식적으로 필리핀 시민권을 채택할 수 있도록 문을 열게 된 것이다.
필리핀의 정치 참여는 1986년 에드사 혁명으로 시작되어 마르코스 독재 정권을 무너뜨리고 아키노 대통령직을 이끌었다. 중국인들은 중국 사회에 유리한 정치 후보들에게 집단으로 투표하는 것으로 알려져 왔다.